# Albéric Schotte
Albéric ("Briek") Schotte (Kanegem, Tielt, Flandes Occidental, 7 de setembre de 1919 - Kortrijk, 4 d'abril de 2004) va ser un ciclista belga.
"Briek" Schotte era anomenat L'home de ferro i fou professional entre 1940 i 1959. Guanyà el Campionat del Món de ciclisme dues vegades, el 1948 i el 1950, a banda de nombroses clàssiques, com ara el Tour de Flandes, la París-Brussel·les, la París-Tours o la Gant-Wevelgem. El 1938 guanyà la Challenge Desgrange-Colombo.
Quan es retirà del ciclisme passà a exercir de director esportiu, i junt amb Jean de Gribaldy dirigí diversos equips, com ara el Flandria, Sem-France Loire i el Mini-Flat-Isoglass.

## Palmarès
- 1939
  - 1r al Circuit de l'Oest
  - 1r del Gran Premi de Brussel·les
- 1941
  - 1r al Campionat de Flandes
- 1942
  - 1r del Tour de Flandes
- 1945
  - 1r a la Nokere Koerse
  - 1r a la Tielt-Anvers-Tielt
- 1946
  - Campió de Bèlgica per clubs contrarellotge
  - 1r a la París-Brussel·les
  - 1r a la París-Tours
  - 1r de la Volta a Luxemburg i vencedor de 2 etapes
  - 1r del Circuit de les Regions Flamenques
  - 1r del Circuit Mandel-Leie-Schelde
- 1947
  - Campió de Bèlgica per clubs contrarellotge
  - 1r a la París-Tours
  - Vencedor d'una etapa al Tour de França
- 1948
  -  Campió del Món de ciclisme
  - Campió de la Challenge Desgrange-Colombo
  - 1r del Tour de Flandes
- 1949
  - 1r al Gran Premi Stad Vilvoorde
- 1950
  -  Campió del Món de ciclisme
  - 1r a la Gant-Wevelgem
  - 1r del Circuit d'Aalst
- 1951
  - 1r del Circuit dels 5 turons
- 1952
  - 1r de la París-Brussel·les
  - 1r del Circuit de les Muntanyes del Sud-oest
- 1953
  - 1r a l'A través de Bèlgica
  - 1r al Gran Premi de l'Alliberament
- 1954
  - 1r al Campionat de Flandes
  - 1r al Circuit de les 3 Províncies
- 1955
  - 1r de la Gant-Wevelgem
  - 1r a l'A través de Bèlgica i vencedor d'una etapa
  - 1r al Grote Scheldeprijs
- 1956
  - 1r al Circuit del Sarre i vencedor d'una etapa
  - 1r al Critèrium de Bologne-sur-Mer
- 1957
  - Campió de Bèlgica per clubs contrarellotge
- 1958
  - Campió de Bèlgica per clubs contrarellotge

### Resultats al Tour de França
- 1947. 13è de la classificació general i vencedor d'una etapa
- 1948. 2n de la classificació general
- 1949. 33è de la classificació general
- 1950. 22è de la classificació general